# Dompya
Dompya  est un village de l'arrondissement de Gobo, dans le département du Mayo-Danay, au Cameroun.

## Géographie

### Situation
Dompya est un village du Cameroun situé dans la région de l'Extrême-Nord, à proximité de la frontière avec le Tchad. Ce village est limité au nord par le village Dom, à l'est par Ouro Bouna, au sud par Galam et à L'ouest par Dom. Il fait partie du canton de Mousseye, l'un des deux cantons de l'arrondissement de Gobo.

### Démographie
Lors du recensement de 2005, Dompya comptait 3 464 habitants dont 1 670 hommes (48 %) et 1 794 femmes (52 %). La population de Dompya représente 6,52 % de la population de la commune Gobo.